# Совкомбанк жизнь
Совкомбанк жизнь (до 2021 года МетЛайф) — российская страховая компания, входящая в группу «Совкомбанк» и работающая в России с 1994 года. До 2020 года входила в международный холдинг MetLife. Регистрационный номер в едином реестре субъектов страхового дела - 3256. Уставный капитал - 520 млн.руб (по состоянию на 1 апреля 2015 года).
Компания является членом Ассоциации Страховщиков Жизни (ACЖ), Всероссийского Союза Страховщиков (ВСС), Американской Торговой Палаты (AmCham), Ассоциации Европейского Бизнеса (AEB) в России.
С 2011 года компания является официальным спонсором Государственного академического Большого театра России.

## История названия
До ноября 1998 года компания называлась ЗАО «RUS AIG», после этого до августа 2006 года — ЗАО «Страховая компания AIG Россия», затем до июля 2009 года ЗАО «Страховая компания АИГ Лайф».
В связи с продажей материнской компании ALICO компании MetLife c 1 ноября 2010 года ЗАО «Страховая компания АЛИКО» работала в России под логотипом «MetLife», сохранив своё прежнее юридическое наименование: ЗАО «Страховая компания АЛИКО».
26 февраля 2014 года компания была переименована в ЗАО «Страховая компания МетЛайф», а с 20 марта 2015 года у компании изменилась юридическая правовая форма и компания стала АО «МетЛайф».
В конце 2020 года компания была приобретена «Совкомбанком» и в феврале 2021 переименована в «Совкомбанк жизнь».

## Деятельность
Акционерное общество «Совкомбанк жизнь» осуществляет следующие виды страхования для индивидуальных и корпоративных клиентов:
- страхование жизни;
- страхование от несчастных случаев и болезней;
- накопительное страхование;
- пенсионное страхование;
- медицинское страхование (ДМС);
- групповое страхование.

Структура страхового портфеля по видам страхования (по состоянию на 2011 год) :
| № пп | Вид страхования                              | Доля в портфеле |
| ---- | -------------------------------------------- | --------------- |
| 1    | Страхование жизни индивидуальное             | 29 %            |
| 2    | Кредитное страхование жизни                  | 40 %            |
| 3    | Страхование от несчастных случаев и болезней | 12 %            |
| 4    | Медицинское страхование                      | 12 %            |
| 5    | Корпоративное страхование жизни              | 4 %             |
| 6    | Пенсионное страхование                       | 3 %             |
|      | Итого                                        | 100 %           |

## Достижения
«Совкомбанк жизнь» присвоен высший рейтинг финансовой надежности «ruAAA» от международного рейтингового агентства «Standard&Poor’s» и высший кредитный рейтинг «A++» от ведущего российского рейтингового агентства «Эксперт РА». Оба рейтинга отражают высокую способность компании выполнять свои финансовые обязательства.
«Совкомбанк жизнь» (МетЛайф) является дважды лауреатом общественной премии в области страхования  «Золотая Саламандра» в номинации «Лучшее страхование жизни» и четыре раза лауреатом премии «Финансовая Элита России» в номинациях «Компания года по страхованию жизни», «За вклад в развитие страхования жизни» и «Финансовая надежность».